# Enrico Cialdini
Enrico Cialdini (Castelvetro di Modena, 10 d'agost de 1811 - Liorna, Toscana. 8 de setembre de 1892) fou un militar i home d'Estat italià.

## Biografia
Començà els estudis a un col·legi de jesuïtes del qual l'expulsaren els superiors per haver fet caricatures irrespectuoses dels seus mestres, pel que s'allistà en les milícies nacionals. Va prendre part el 1831, en la rebel·lió de la Romanya; després de la capitulació d'Ancona emigrà a l'estranger i va continuar a París els estudis de medicina.

## Vida militar

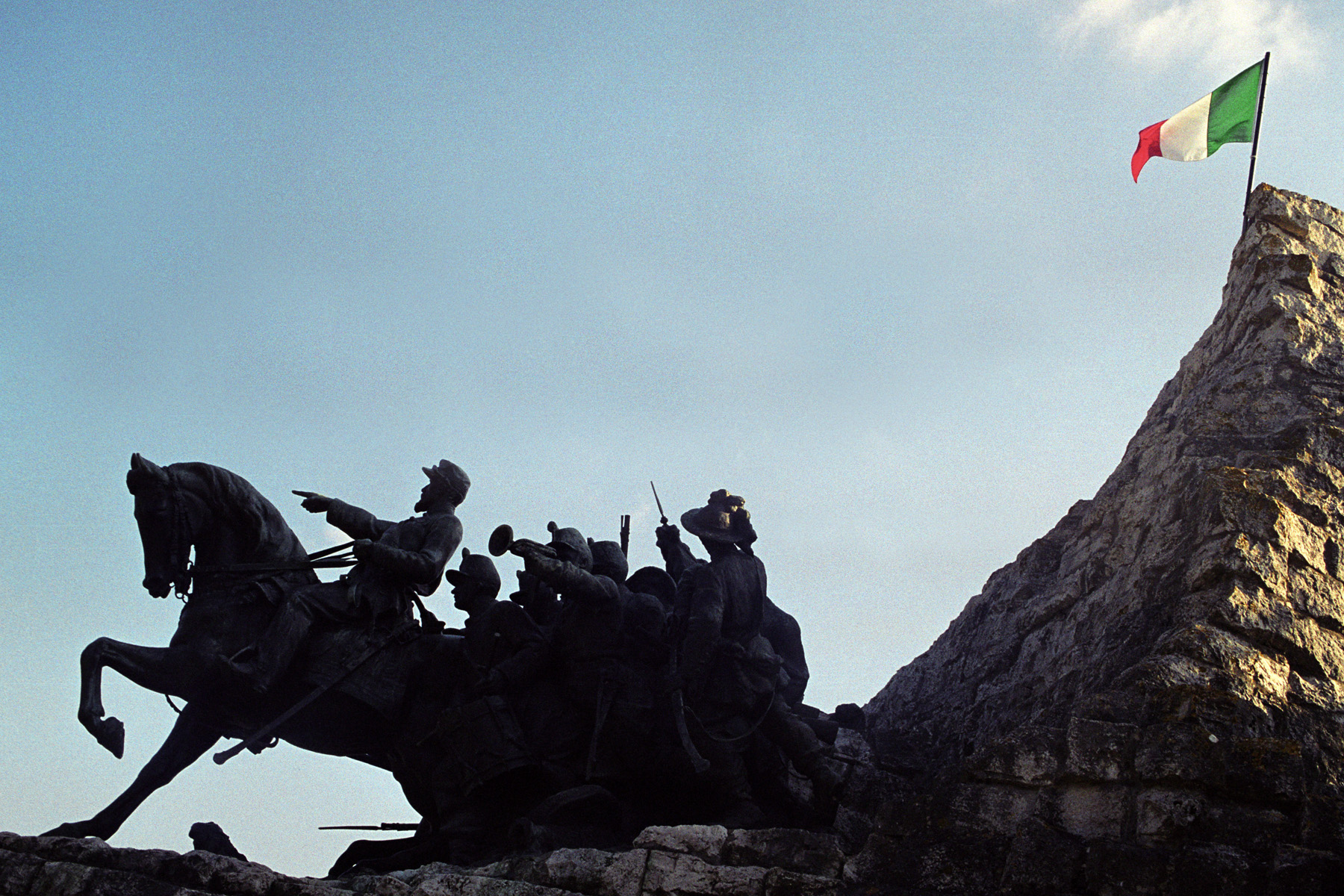
Monument a Cialdini per la victòria en la batalla de Castelfidardo.

El 1883 serví a la legió estrangera de Portugal contra En Miguel, i el 1835 ingressà en l'exèrcit espanyol que defensava Isabel II. Hi va ascendir a tinent coronel i va retirar-se del servei el 1841, acusat de conspirar contra el general Espartero. Retornà a Itàlia el 1843 després de casar-se amb la dama valenciana Maria Martínez de León.
El general Durando li confià la defensa de Vicenza i el 1849 va prendre part en la batalla de Novara, com a coronel del regiment núm. 23 d'infanteria piemontesa, grau amb el qual feu la campanya de la Independència. Entrà en l'exèrcit sard i el 1855 comanà una brigada a Crimea, després d'ascendir a general. El 1859, comanant una divisió a Palestro forçà el pas del Sesia. Per aquell fet d'armes va obtenir el grau de tinent general, la inspecció general dels regiments de bersaglieri i el càrrec d'ajudant de camp del rei. En envair Garibaldi a l'illa de Sicília el 1860, al front d'un exèrcit sard derrotà les tropes pontificals a la batalla de Castelfidardo i, penetrant en territori napolità, guanyà les batalles d'Isernia i Sessa. Apoderant-se després de Càpua, Gaeta i Messina, el que li valgué el títol de duc de Gaeta i el virregnat de Nàpols, on va iniciar una acarnissada persecució contra el bandolerisme. La Marmora li va succeir el 1862.
Nomenat governador militar de Bolonya, la ciutat de Reggio el portà a la Cambra dels Diputats, i entrà al Senat el 1864. En la guerra del 1866 se li confià el comandament de l'exèrcit del Baix Po, però la derrota de Custozza l'obligà a assumir el càrrec de general en cap avançat sobre la ciutat de Venècia que va s'apoderar sense patir cap resistència.
El 1870 acompanyà el rei Amadeu I a Espanya com ambaixador extraordinari i se li conferí el govern militar de Florència (1873) i l'ambaixada de París el 1876-79, en substitució del cavaller Nigra. Representà el rei d'Itàlia a les noces d'Alfons XII amb Maria Cristina d'Habsburg. Es va retirar el 1881 de la carrera diplomàtica. Durant la guerra francoprussiana de 1870 volia què Itàlia es posés del cantó de França i prengués part en aquell conflicte.

## Condecoracions
Cavaller de l'orde Suprem de la Santíssima Anunciació - 1867
 Gran Creu de l'orde de Sant Maurici i Sant Llàtzer - 1867
 Balí de Gran Creu del Sobirà Orde Militar de Malta
 Gran Creu de l'orde militar de Savoia - 19 de novembre de 1860
 Oficial de l'orde militar de Savoia – 16 de gener de 1860
 Comanador de l'orde militar de Savoia – 12 de juny de 1856
 Medalla de Plata al Valor Militar
 Medalla piemontesa de la guerra de Crimea
 Medalla francesa commemorativa de la campanya de 1859
 Medalla commemorativa de la Unitat d'Itàlia
 Medalla commemorativa de la Unitat d'Itàlia
 Comanador de la Legió d'Honor